# Phytocoris ketinelbi
Phytocoris ketinelbi är en insektsart som beskrevs av Bliven 1966. Phytocoris ketinelbi ingår i släktet Phytocoris och familjen ängsskinnbaggar. Inga underarter finns listade i Catalogue of Life.